# Lola Shoneyin
Titilola Atinuke Alexandrah Shoneyin, também conhecida como Lola Shoneyin (26 de fevereiro de 1974, Ibadan, Nigéria) é uma poetisa e autora nigeriana que lançou seu romance de estreia, The Secret Lives of Baba Segi's Wives, no Reino Unido em maio de 2010. Shoneyin construiu uma reputação de poeta aventureiro, bem-humorado e franco (muitas vezes classificado no molde feminista), tendo publicado três volumes de poesia. A sua escrita aprofunda-se em temas relacionados com a sexualidade feminina e as dificuldades da vida doméstica em África. Em abril de 2014, ela foi nomeada na lista Africa39 do Hay Festival de 39 escritores da África Subsaariana com menos de 40 anos com potencial e talento para definir tendências na literatura africana. Lola ganhou o Prêmio PEN na América, bem como o Prêmio Ken Saro-Wiwa de prosa na Nigéria. Ela também estava na lista do Orange Prize no Reino Unido por seu romance de estreia, The Secret of Baba Segi's Wives, em 2010. Ela mora em Lagos, na Nigéria, onde dirige o Aké Arts and Book Festival anual . Em 2017, ela foi nomeada Pessoa Literária Africana do Ano pela Brittle Paper.

## Biografia

### Infância
Titilola Atinuke Alexandrah Shoneyin nasceu em Ibadan, capital do estado de Oyo, sudoeste da Nigéria, em 1974. Ela é a caçula de seis filhos e a única menina. Seus pais, Chefe Tinuoye Shoneyin e Sra. Yetunde Shoneyin (nascida Okupe), são indígenas Remo do Estado de Ogun.
O trabalho de Shoneyin é significativamente influenciado por sua vida, notadamente fornecendo material sobre poligamia para seu romance de estreia; seu avô materno, Abraham Olayinka Okupe (1896-1976) era o governante tradicional de Iperu Remo e tinha cinco esposas. Ele ascendeu ao trono em 1938 e morreu em 1976.

### Educação e carreira
Aos seis anos, ela foi para um internato no Reino Unido, frequentando a Cargilfield School, em Edimburgo; The Collegiate School, Winterbourne, Bristol e Fettes Junior School em Edimburgo. Retornando à Nigéria depois que seu pai foi preso pelo então governo militar, ela concluiu o ensino médio no Abadina College. Mais tarde, ela obteve seu diploma de BA (Hons) da Ogun State University em 1994/95. 
Os primeiros escritos de Shoneyin consistem principalmente em poesia e contos. Os primeiros exemplos de seu trabalho apareceram no Post Express em 1995, que apresenta um conto sobre uma mulher nigeriana que deixa o marido por uma mulher austríaca. Esta história iniciou o diálogo sobre a homossexualidade dentro de um contexto nigeriano.
Seu primeiro volume de poesia, So All the Time I was Sitting on an Egg, foi publicado pela Ovalonion House, Nigéria, em 1998. Shoneyin participou do renomado International Writing Program em Iowa, EUA, em agosto de 1999 e também foi Distinguished Scholar naquele ano na University of St. Thomas (Minnesota).
Seu segundo volume de poesia, Song of a Riverbird, foi publicado na Nigéria (Ovalonion House) em 2002. Enquanto morava na Inglaterra, ela obteve um diploma de professora da London Metropolitan University em 2005.
Shoneyin completou seu primeiro romance em 2000. Seu segundo romance, Harlot, recebeu algum interesse, mas a história de uma jovem que cresceu na Nigéria colonial para fazer fortuna como "Madame" permanece inédita.  Shoneyin passou para seu terceiro romance, The Secret Lives of Baba Segi's Wives, que foi publicado em 2010. Foi adaptado como peça teatral por Rotimi Babatunde e exibido no Arcola Theatre, em Londres.
A Cassava Republic Press, da Nigéria, publicou a terceira coleção de poesia de Shoneyin, For the Love of Flight, em fevereiro de 2010. Mayowa and the Masquerades, um livro infantil, também foi publicado pela Cassava Republic, em julho de 2010.
Shoneyin também escreveu para jornais, incluindo The Scotsman, The Guardian, e The Times sobre questões como racismo, tradição nigeriana de casamento polígamo, o grupo terrorista nigeriano Boko Haram e as eleições do atual presidente Muhammadu Buhari.
Ela é a fundadora e diretora da Book Buzz Foundation, uma organização não governamental criada em 2012 para a promoção de artes e cultura em espaços locais e globais. Ela cofundou o Infusion, um popular encontro mensal de música, arte e cultura em Abuja, Nigéria. Shoneyin atuou como jurado do Prêmio Caine de Escrita Africana de 2018. Ela também dirige o selo editorial e a livraria Ouida Books na Nigéria.

### Vida privada
Seu primeiro casamento durou curtos 40 dias e agora está casada novamente com o médico Olaokun Soyinka, filho do Prêmio Nobel Wole Soyinka por 22 anos. Actualmente vive em Lagos com o marido e quatro filhos (2 rapazes e 2 garotas).

## Obras

### Romances
- Mayowa e as Máscaras - janeiro de 2021[25]
- A nostalgia é um esporte radical: ensaio da coleção Of This Our Country - setembro de 2010[26]
- Baba Segi, Ses Épouses, Leurs Secrets Outubro 2016[27]
- The Secret Lives of Baba Segi's Wives, Londres: Serpent's Tail, maio de 2010.[28]
  - Listado para o Prêmio Orange de 2011,[29] ganhou o Prêmio Literário PEN Oakland/Josephine Miles de 2011[30] e ganhou dois Prêmios da Associação de Autores Nigerianos.[31]
  - Traduzido para sete idiomas, publicado em italiano como Prudenti Come Serpenti .

### Contos
- "Woman in Her Season", Post Express Newspapers, 1996[32]

### Poesia
- Então, o tempo todo eu estava sentado em um ovo (1998)[33]
- Song of a River Bird, Ovalonion House (Nigéria, 2002)[34]
- Pelo Amor de Voar (2010)[35]

### Livros infantis
- Mayowa and the Masquerade, julho de 2010, publicado nos EUA em 2020[33]

## Estudo acadêmico da obra de Lola Shoneyin
- ABÍOLA, Emmanuel. Negociando estruturas patriarcais: poligamia e agência feminina em The Secret Lives of Baba Segi's Wives de Lola Shoneyin. Ibadan Journal of English Studies 7 (2018): 497–504.
- Bámgbózé, Gabriel. "Além da alegoria de gênero: uma leitura pós-colonial da poesia de Lola Shoneyin. Ibadan Journal of English Studies 7 (2018): 155-170.
- Jegede, OB (re)escrita subversiva e poética do corpo em Lola Shoneyin "Então, o tempo todo eu estava sentado em um ovo". Ibadan Journal of English Studies 7 (2018): 207–224.